# استان ماسوینگو
استان ماسوینگو (به لاتین: Masvingo Province) یک استان در زیمبابوه است که در جنوب شرقی این کشور واقع شده‌است.

## خصوصیات
استان ماسوینگو ۵۶٬۵۶۶ کیلومترمربع مساحت و ۱٬۴۸۵٬۰۹۰ نفر جمعیت دارد.

## نگارخانه

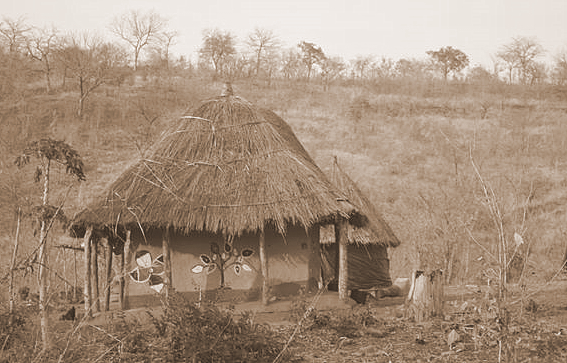
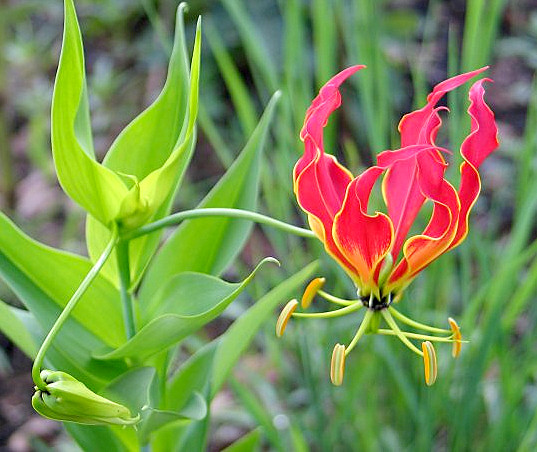
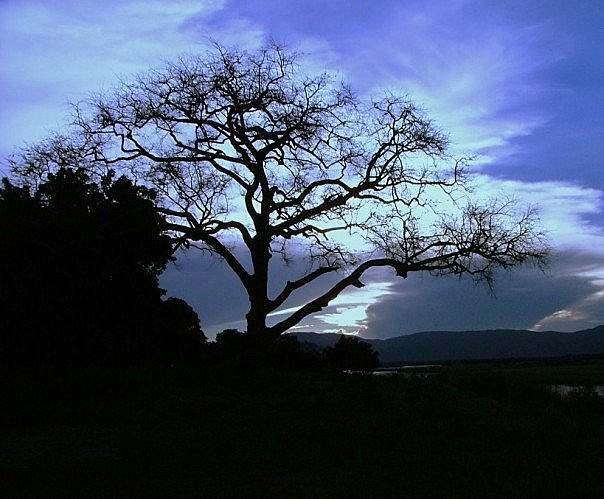
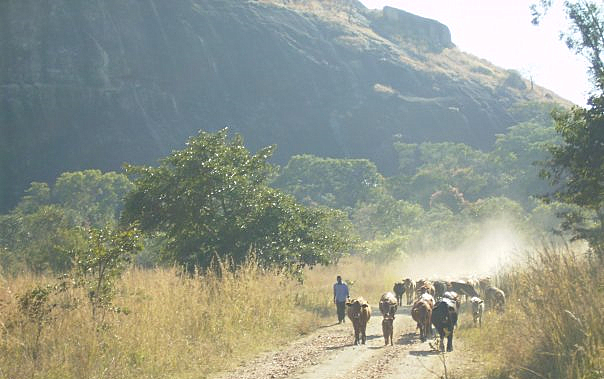
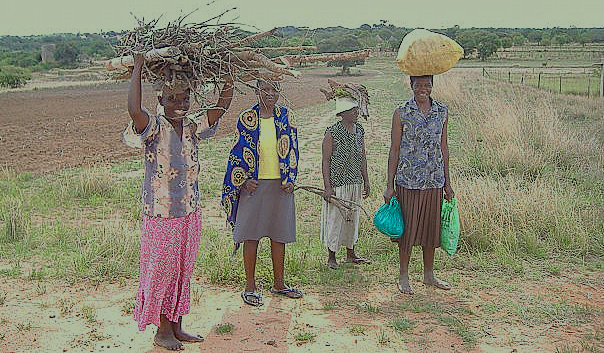
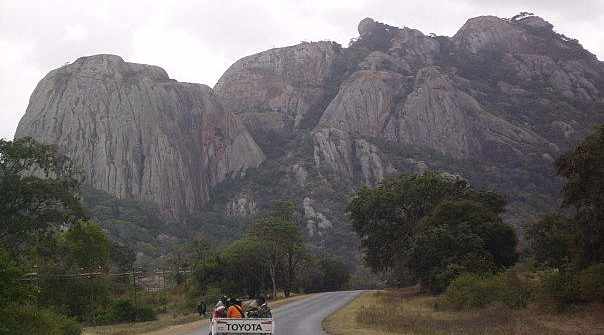
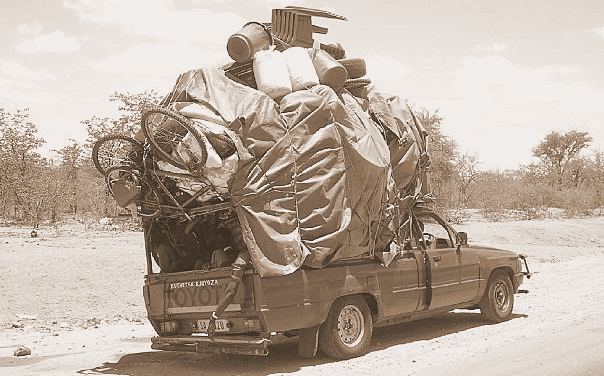
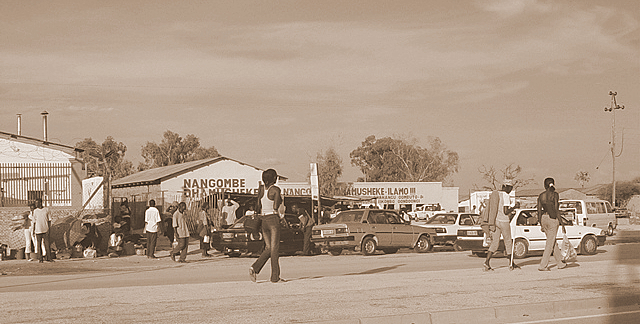